# Peter Hersche
Peter Hersche (geboren 10. Januar 1941 in Appenzell; gestorben 17. Mai 2025) war ein Schweizer Historiker und Hochschullehrer an der Universität Bern für Neuere Allgemeine Geschichte und auf den Barock spezialisiert.

## Leben
Nach einer Kaufmannslehre erwarb Hersche 1963 die Matura. Danach studierte er Geschichte, neuere deutsche Literatur und Kunstgeschichte in Bern, Bonn, Wien und Paris. Nach dem Lizenziat (lic. phil.) war er ab 1971 Universitätsassistent in Bern, wurde dort 1973 promoviert und habilitierte 1982 in neuerer allgemeiner Geschichte. Zunächst als Lehrbeauftragter beschäftigt, war er, neben Gastlehraufträgen an den übrigen drei deutschsprachigen Schweizer Universitäten sowie an der Universität Innsbruck und längeren Forschungsaufenthalten in den Niederlanden und in Rom, an der Universität Bern von 1990 bis 2001 Titularprofessor.
Der Schwerpunkt seiner Forschung lag auf der Geschichte der Religiosität, der Kultur- und Sozialgeschichte des frühneuzeitlichen Katholizismus und des Barocks, Volksreligiosität, des Bereichs der religiösen Volkskunde sowie der Agrargeschichte und der Sozialgeschichte der Musik und Kunst.
Hersche wurde stark beeinflusst von der Forschungsrichtung der französischen „Ecole des Annales“ (Fernand Braudel, Robert Mandrou, Pierre Chaunu, Jean Delumeau). Quantitative Methoden waren ihm nicht fremd. Er strebte Interdisziplinarität im eigenen Kopf an, auf den Spuren von Jacob Burckhardt und Max Weber. Besonders bemühte er sich, die oft vernachlässigten Länder des Mittelmeerraums (Italien, Iberische Halbinsel) in den Rahmen der europäischen Geschichte einzubringen. Gegenüber der politischen Geschichte favorisierte er die Sozial- und Kulturgeschichte.

## Schriften
- Der Spätjansenismus in Österreich. Schriften des D.-Dr.-Franz-Josef-Mayer-Gunthof-Fonds. Verlag der Österreichischen Akademie der Wissenschaften, Wien 1977, ISBN 3-7001-0167-8.
- Die deutschen Domkapitel im 17. und 18. Jahrhundert, 3 Bände, Bern 1984.
- Italien im Barockzeitalter 1600–1750. Eine Sozial- und Kulturgeschichte. Böhlau, Wien 1999, ISBN 3-205-99008-0.
- Muße und Verschwendung: Europäische Gesellschaft und Kultur im Barockzeitalter, 2 Bände. Herder, Freiburg-Basel-Wien 2006, ISBN 3-451-28908-3.
- Gelassenheit und Lebensfreude. Was wir vom Barock lernen können. Herder, Freiburg/Basel/Wien 2011, ISBN 978-3-451-30403-3.
- Agrarische Religiosität: Landbevölkerung und traditionaler Katholizismus in der voralpinen Schweiz 1945–1960. Baden, Hier und Jetzt, Verlag für Kultur und Geschichte, 2013, ISBN 978-3-03919-282-3.
- Max Weber, die Ökologie und der Katholizismus. Schwabe, Basel 2020, ISBN 978-3-7965-4274-9, doi:10.24894/978-3-7965-4275-6.
- Kirchen als Gemeinschaftswerk. Zu den wirtschaftlichen und sozialen Grundlagen frühneuzeitlichen Sakralbaus, Schwabe, Basel/Berlin 2021, ISBN 978-3-7965-4506-1.
- Katholizismus – schon immer nachhaltiger? Eine historische Spurensuche. oekom verlag, München 2023, ISBN 978-3-98726-021-6.
- Herausgeber: Napoleonische Friedensverträge: Campo Formio 1797, Lunéville 1801, Amiens 1802, Preßburg 1805, Tilsit 1807, Wien-Schönbrunn 1809 (= Quellen zur neueren Geschichte). Historisches Institut der Universität Bern. Lang, Bern 1973.
- Herausgeber: Der aufgeklärte Reformkatholizismus in Österreich (= Quellen zur neueren Geschichte). Historisches Institut der Universität Bern. Lang, Bern 1976.
- Herausgeber, mit Siegbert Rampe: Sozialgeschichte der Musik im Barock, Laaber Verlag, Laaber 2017 (= Handbuch der Musik des Barock, Bd. 6).